# Brahim Gali
Brahim Gali (en árabe: إبراهيم غالي‎; Esmara, Saguía el Hamra, África Occidental Española, 16 de septiembre de 1949) es un político saharaui, secretario general del Frente Polisario y presidente de la República Árabe Saharaui Democrática, cargos que ejerce desde 2016. Es una figura histórica de la lucha por la autodeterminación del pueblo saharaui, que ha participado en la creación del Movimiento Nacional de Liberación Saharaui, en la Intifada de Zemla de 1970, la fundación del Frente Polisario en 1973 y de la República Saharaui en 1976, en la guerra del Sahara Occidental o en las negociaciones patrocinadas por la ONU con el Reino de Marruecos.

## Biografía

### Primeros años
Nació en Esmara (en la entonces África Occidental Española) el 16 de septiembre de 1949. Gali se unió a las Tropas Nómadas de España a finales de la década de 1960, siendo destinado a Esmara para trabajos de administración. Después de varias reuniones con Mohamed Sidi Brahim Basir y otros saharauis, decidieron crear el Movimiento Nacional de Liberación Saharaui (MNLS) en 1969, con Gali siendo el secretario de afiliación de la organización. Participó en la manifestación del MNLS desarrollada en El Aaiún el 17 de junio de 1970, que pasó a ser conocida como Intifada de Zemla. Detenido esa misma noche por legionarios españoles, fue sentenciado a un año en prisión por sus actividades políticas. Fue liberado en 1971 pero fue detenido de nuevo brevemente en 1972 por participar en más manifestaciones.

### Carrera política
En 1973 fue uno de los fundadores del Frente Polisario, y fue elegido como el primer Secretario General del movimiento en su Congreso Constitutivo. Junto a El Uali Mustafa Sayed, Gali lideró el ataque a El-Khanga, la primera acción militar del Polisario en contra del Ejército español en un puesto del desierto, invadiendo la posición y reuniendo armas y equipamiento. En 1974, como El Uali fue elegido como nuevo Secretario General del Polisario, Gali pasó a comandar el Ejercito de Liberación Nacional Saharaui, ala militar del Frente Polisario. El 22 de octubre de 1975 Gali, El Uali y Mahfoud Ali Beiba se reunieron con el general español Federico Gómez de Salazar, gobernador del Sahara Español, en el primer encuentro oficial entre representantes del Gobierno español y los rebeldes saharauis del Polisario. Las negociaciones fueron rotas poco tiempo después, al no asistir Gali a otra reunión con Gómez de Salazar el 29 de octubre, mientras España declaraba el toque de queda en El Aaiún.
El 4 de marzo de 1976 fue designado como ministro de Defensa en el primer gobierno de la República Árabe Saharaui Democrática, proclamada en Bir Lehlu el 27 de febrero del mismo año. Se mantuvo en el puesto hasta 1989, cuando fue elegido como Comandante en Jefe de la Segunda Región Militar. Luego del alto al fuego logrado en 1991, Gali fue nombrado en 1999 como representante del Frente Polisario en España, cargo que ejerció hasta febrero de 2008. Meses después fue nombrado embajador saharaui en Argelia, cargo que desempeñó hasta diciembre de 2015.
El 9 de julio de 2016, en una elección realizada en los Campos de refugiados de la provincia de Tinduf, Gali fue seleccionado como nuevo presidente de la RASD y secretario general del Frente Polisario, tras el fallecimiento de Mohamed Abdelaziz.
El 28 de noviembre de 2018 Brahim Gali realizó una visita oficial a México para estar presente en la toma de posesión del presidente de México, Andrés Manuel López Obrador, ocurrida tres días más tarde.
El 21 de abril del 2021 después de venir de Argelia en un avión, lo hospitalizaron en el hospital San Pedro de Logroño en estado grave de COVID-19 y en el mencionado hospital se ingresó con un nombre que no era suyo por cuestiones de seguridad. Esto causó tensiones diplomáticas con Marruecos.
El juez de la Audiencia Nacional Santiago Pedraz le citó a declarar como investigado el 1 de junio, en el marco de varias querellas por pretendidos delitos de violación, asesinato, lesiones, detención ilegal, terrorismo, torturas, desapariciones y lesa humanidad presentadas por ASADEDH (un lobby liderado por Ramdan Messaoud, miembro del CORCAS marroquí) y por Fadel Breica. Tras la testificación telemática de Gali el 1 de junio desde el hospital de Logroño en el que se recuperaba de su situación crítica de salud, el juez Pedraz resolvió que las partes querellantes no habían presentado ninguna evidencia (ni siquiera de forma indiciaria) sugiriendo la comisión de ningún delito por parte de Gali.
El 20 de enero de 2023 fue reelegido para otro mandato al frente de Polisario y la RASD en el XVI Congreso del Frente Polisario.
| Predecesor: Primer titular | Secretario general del Frente Polisario 10 de mayo de 1973-5 de mayo de 1974      | Sucesor: El Uali Mustafa Sayed |
| Predecesor: Khatri Addouh  | Secretario general del Frente Polisario Desde el 9 de julio de 2016               | Sucesor: En el cargo           |
| Predecesor: Khatri Addouh  | Presidente de la República Árabe Saharaui Democrática Desde el 9 de julio de 2016 | Sucesor: En el cargo           |